# Europsko prvenstvo u košarci – Švicarska 1946.
Europsko prvenstvo u košarci 1946. godine održalo se u Ženevi od 30. travnja do 4. svibnja 1946. godine.